# Rue Aubry-le-Boucher
La rue Aubry-le-Boucher est une voie du 4e arrondissement de Paris, en France.

## Situation et accès
La rue Aubry-le-Boucher est une voie publique située dans le 4e arrondissement de Paris. Elle débute place Edmond-Michelet et se termine au 22, boulevard de Sébastopol.

## Origine du nom
La rue porte le nom d'une famille, Aubry (Albericus), qui y demeurait et exerçait le métier de boucher au XIIIe siècle,.

## Historique
Dans un acte passé en 1273 entre Philippe le Hardi et le chapitre Saint-Merri, elle est appelée vicus Alberici carnificis.
Elle est citée dans Le Dit des rues de Paris de Guillot de Paris sous le nom de « rue Auberi-le-Bouchier ».
Dénommée « rue Aubri-le-Boucher » et par corruption par le peuple « rue Briboucher », elle est citée sous le nom de « rue Aubry le boucher » dans un manuscrit de 1636.
Le 4 juin 1679, par arrêt du Conseil, la rue est élargie : « Sa Majesté estant en son conseil a ordonné et ordonne que la rue Aubry-Boucher sera incessamment eslargie, etc. Signé Le Tellier et Colbert. »
En 1702, la rue, qui fait partie du quartier de Saint-Jacques-de-la-Boucherie, comporte 58 maisons et 9 lanternes.
Une décision ministérielle du 28 brumaire an VI (18 novembre 1797) signée Letourneux, fixe la largeur de cette voie publique à 10 mètres. Cette largeur est portée à 12 mètres, en vertu d'une ordonnance royale du 19 juillet 1840.
Au XIXe siècle, la rue Aubry-le-Boucher, d'une longueur de 171 mètres, était située dans l'ancien 6e arrondissement, quartier des Lombards, commençait aux 43-47, rue Saint-Martin et finissait aux 108-110, rue Saint-Denis.

Les numéros de la rue étaient rouges. Le dernier numéro impair était le no 57 et le dernier numéro pair était le no 42.
Le samedi 8 janvier 1910, Jean-Jacques Liabeuf est à la recherche de policiers, armé d’un revolver et de deux tranchets de cordonnier, protégé par des brassards hérissés de pointes acérées (de sa fabrication). Vers 8 h du matin, à la sortie d’un débit de boisson de la rue Aubry-le-Boucher, il est appréhendé par une patrouille de police. Il tue le gardien de la paix Célestin Deray, et en blesse un autre grièvement à la gorge. Trois autres écopent de blessures superficielles. Lui-même atteint d’un coup de sabre par un agent, il est conduit à l'hôpital de l’Hôtel-Dieu, en état d’arrestation.

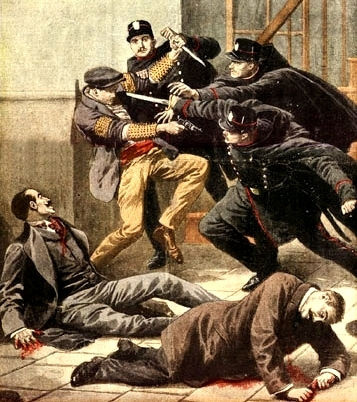
Arrestation de Jean-Jacques Liabeuf le 8 janvier 1910.
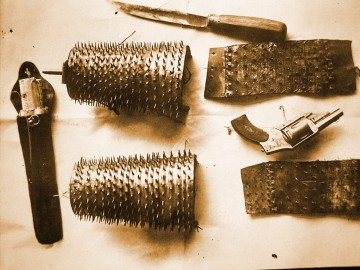
Le revolver, les tranchets de cordonnier et les brassards hérissés de pointes de Jean-Jacques Liabeuf.

## Bâtiments remarquables et lieux de mémoire
- Nos 1 et 2, angle des rues Saint-Martin et Aubry-le-Boucher : c'est à cet endroit que des combats sanglants eurent lieu, dans la soirée du 5 juin 1832, lors de l'enterrement du général Lamarque, décédé du choléra. L'artillerie de la monarchie détruira la barricade construite à ce carrefour. Dans son roman Les Misérables, Victor Hugo fait mourir Gavroche à cet endroit.
- No 18 : emplacement de l'église Saint-Josse fondée en 1235, démolie après 1791. Située à l'angle rue Aubry-le-Boucher et rue Quincampoix  c'était à l'origine une annexe de la paroisse Saint-Laurent qui devint église paroissiale en 1260. Reconstruite en 1679, elle fut supprimée en 1790, et vendue comme bien national le 18 octobre 1791.
- N° 26 : emplacement de la société patriotique belge depuis au moins 1848.
- Angle sud-ouest du croisement avec la rue Saint-Martin : immeuble factice peint en trompe-l'œil, et qui est en réalité une cheminée d'aération du RER.